# Ibrahim Afellay
Ibrahim Afellay (Utrecht, 2 april 1986) is een Nederlands voormalig profvoetballer, die doorgaans als aanvallende middenvelder of buitenspeler speelde. Hij kwam uit voor clubs als PSV, FC Barcelona, Schalke 04, Olympiakos Piraeus en Stoke City. 
In 2004 stroomde Afellay door vanuit de jeugdopleiding van PSV, waarvoor hij 159 competitiewedstrijden speelde en onder andere vier keer de Eredivisie won, totdat hij in januari 2011 naar FC Barcelona vertrok. Bij FC Barcelona won Afellay o.a. de UEFA Champions League in 2011 en werd hij verhuurd aan Schalke 04 en Olympiakos Piraeus. Vanaf 2015 speelde hij vier seizoenen voor Stoke City, waarna hij in 2019 transfervrij terugkeerde bij PSV. In mei 2020 maakte PSV bekend Afellays contract niet te verlengen. In januari 2021 beëindigde Afellay definitief zijn loopbaan als speler. Tussen 2007 en 2016 speelde Afellay drieënvijftig wedstrijden voor het Nederlands elftal, waarin hij zeven keer scoorde. Met het Nederlands elftal nam hij deel aan het EK 2008, WK 2010 en het EK 2012. Afellay werd na zijn spelerscarrière analist bij Studio Voetbal.

## Clubcarrière

### PSV

#### Begin
Afellay is van Riffijns-Marokkaanse origine. Zijn ouders kwamen in de jaren zestig vanuit Al Hoceima naar Nederland. Ibrahim groeide op in de Utrechtse wijk Overvecht en begon met voetballen bij de Utrechtse amateurclub VSK, maar verruilde deze club na een seizoen voor de amateurs van Elinkwijk in Utrecht. In 1996 verruilde hij die club voor de jeugdopleiding van PSV. Zijn eerste officiële wedstrijd voor het eerste van PSV speelde hij op 4 februari 2004 in de beker tegen NAC Breda (0–1 verlies). Hij viel in de tweeënzeventigste minuut in voor Johann Vogel. Zijn competitiedebuut volgde tien dagen later tegen FC Twente.
In het seizoen 2003/04 speelde hij drie officiële duels. Het seizoen 2004/05 heeft hem zeven competitiewedstrijden opgeleverd. Op 18 december 2004 startte hij in de basis tegen Roda JC. In de kampioenswedstrijd op 23 april 2005 tegen Vitesse viel Afellay in de 15de minuut in voor aanvaller Robert. Het was PSV's achttiende landstitel, Afellays eerste. Tegen Feyenoord op 15 mei 2005 scoorde Afellay tweemaal; dit waren tevens zijn eerste twee doelpunten voor PSV.

#### Doorbraak
In het seizoen 2005/06 mocht hij voor de wedstrijden in de Johan Cruijff Schaal en de eerste drie competitieduels in de basis plaatsnemen. In alle vier de duels kreeg hij geel waardoor hij voor het vijfde competitieduel geschorst was. Door afwezigheid van DaMarcus Beasley en Mika Väyrynen speelde hij die duels naast Jan Vennegoor of Hesselink en Jefferson Farfán en enkele duels naast Phillip Cocu en Timmy Simons.
Op 13 september 2005 maakte Afellay zijn Champions League-debuut. Tegen Schalke 04 startte Afellay in de basis. PSV won het duel met 1–0. Marco van Basten nam Afellay op in zijn voorselectie voor de interlands van het grote Oranje tegen Tsjechië en Macedonië op 8 en 12 oktober 2005. Afellay heeft dat jaar in alle acht UEFA Champions League-wedstrijden van PSV een basisplaats. Aan het kampioenschap van 2005/2006 draagt hij drieëntwintig wedstrijden bij.

#### Vaste waarde
In het kampioenschap van 2006/07 waarin PSV op de laatste dag het kampioenschap pakte met een doelpunt verschil, speelde Afellay zevenentwintig van de vierendertig wedstrijden. Ook nu nog moest hij regelmatig verstek laten gaan wegens blessures, zij het minder, maar Afellays basisplaats stond niet ter discussie. Hij groeide uit tot basisspeler bij PSV en werd Nederlands Talent van het Jaar van het seizoen 2006/07.

#### Drijvende kracht
Een jaar later was Afellay een vaste basisspeler en een van de drijvende krachten bij PSV; niet alleen vanwege zijn kwaliteiten als het drijven met de bal, maar ook door zijn positie, centraal achter de centrumspits. Afellay krijgt zeven gele kaarten (in drieëntwintig wedstrijden), meestal wegens “praten”. Deze gele kaarten leveren hem drie keer een schorsing op: de wedstrijden tegen directe concurrent Ajax, zowel in de Arena als in het Philips Stadion, en de kampioenswedstrijd die uiteindelijk geen kampioenswedstrijd werd van PSV, thuis tegen FC Twente. In het seizoen 2007/2008 wint Afellay het vierde kampioenschap op rij met PSV. Op 4 december 2007 maakte PSV en Afellay bekend dat het aflopende contract (medio 2010) werd opengebroken, verbeterd en verlengd tot medio 2011. In het seizoen 2009/10 kreeg Afellay een controlerende rol op het middenveld. Hij was tevens reserve aanvoerder geworden achter Timmy Simons. Omdat Simons weinig speelde, was Afellay veel wedstrijden aanvoerder. In het seizoen 2009/10 was Afellay aanvoerder. Fred Rutten zette Simons op de bank, waarna hij later vertrok naar 1. FC Nürnberg. Op 19 december 2010 luisterde PSV het afscheid van Afellay op met een 3–1 overwinning op Roda JC. De Eindhovense voetbalclub ging als koploper de winterstop in. Afellay, die zijn honderdnegenenvijftigste Eredivisiewedstrijd voor de Eindhovenaren speelde, nam na zevenentachtig minuten onder luid applaus afscheid van de PSV-supporters.

### FC Barcelona
In november 2010 werd een akkoord bereikt tussen PSV en FC Barcelona over de transfer van Afellay naar Spanje. Hij werd daarmee de twintigste Nederlander die bij FC Barcelona speelde. Tevens werd hij de tweede speler van Marokkaanse afkomst die bij FC Barcelona ging spelen. Hij krijgt hetzelfde rugnummer als bij PSV: 20. Hij maakte op 5 januari 2011 zijn debuut bij FC Barcelona in de bekerwedstrijd tegen Athletic Bilbao. Afellay had bij FC Barcelona moordende concurrentie op het middenveld van Xavi Hernández, Andrés Iniesta, Sergio Busquets, Javier Mascherano en Seydou Keita. 

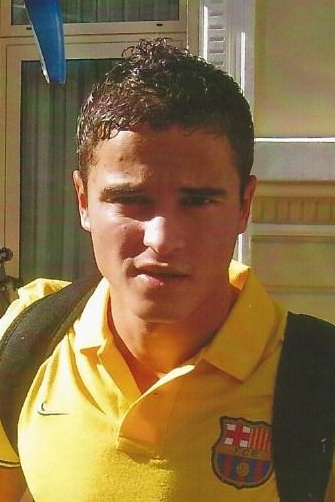
Afellay in 2011 bij FC Barcelona

 Op 2 februari startte Afellay tegen UD Almería voor het eerst in de basis en maakte ook zijn eerste doelpunt in het shirt van de Catalanen. Hij tekende voor de 0–3-overwinning. Afellay kreeg voor het eerst een basisplaats in de UEFA Champions League tegen Sjachtar Donetsk. Afellay viel in de zesenzeventigste minuut in tegen Real Madrid in de halve finale van de UEFA Champions League. Met zijn eerste balcontact maakte hij een actie op Marcelo en daarna scoorde Lionel Messi uit een voorzet van Afellay en zo werd het 0–1 voor FC Barcelona. Afellay stond op 11 mei 2011 in de basis bij de uitwedstrijd tegen Levante waar FC Barcelona haar eenentwintigste landstitel wist te veroveren. Op 28 mei 2011 veroverde Afellay samen met FC Barcelona de UEFA Champions League door Manchester United op Wembley met 3–1 te verslaan. Aan het begin van het seizoen 2011/12 liep hij een zware knieblessure op – een scheur in de voorste kruisband van zijn linkerknie – waardoor hij zeven maanden uit de roulatie was. Hij maakte zijn rentree op zondag 29 april 2012 in de competitiewedstrijd tegen Rayo Vallecano (7–0). Afellay deed als invaller ruim een kwartier mee.
In de zomer van 2013 kreeg hij last van een peesblessure in zijn rechterdijbeen en werd in augustus 2013 daaraan geopereerd. Op 26 februari 2014 maakte hij zijn rentree na vierhonderdachtendertig dagen blessureleed.

### Schalke 04
In het seizoen 2012/13 speelde Afellay voor Schalke 04. Bij FC Barcelona kon hij niet op veel speeltijd rekenen en daarom vertrok hij op huurbasis naar Duitsland. In Duitsland werd Afellay geteisterd door een zware bovenbeenblessure, ondanks een belangrijk aandeel te hebben gehad in het eerste half jaar. In de zomer van 2013 keerde Afellay terug naar FC Barcelona.

### Olympiakos Piraeus
In augustus 2014 maakte Afellay op huurbasis de overstap naar de Griekse landskampioen Olympiakos Piraeus. Bij zijn debuut op 23 augustus 2014 maakte hij zijn eerste doelpunt en viel tevens geblesseerd uit. Afellay won dat jaar zowel het Griekse landskampioenschap als de nationale beker met Olympiakos Piraeus. Zelf speelde hij negentien keer in de competitie en een keer in het bekertoernooi. Daarnaast speelde hij zes wedstrijden voor Olympiakos in de UEFA Champions League en twee in de UEFA Europa League. Trainer Vítor Pereira liet hem in april en mei geen minuut meer spelen, waardoor hij het definitief behalen van zowel de titel als de beker niet op het veld meemaakte.

### Stoke City
Afellay tekende in juli 2015 een contract tot medio 2017 bij Stoke City, de nummer negen van de Premier League in het voorgaande seizoen. Dat lijfde hem transfervrij in nadat zijn contract bij FC Barcelona afliep. Hier kwam hij te spelen met onder andere Erik Pieters, ook zijn ploeggenoot bij PSV. Afellay maakte op zondag 9 augustus 2015 zijn officiële debuut voor Stoke, als basisspeler thuis tegen Liverpool in de eerste speelronde van de Premier League seizoen 2015/16. Stoke verloor de wedstrijd met 0–1. Afellay speelde dat seizoen eenendertig competitiewedstrijden, het hoogste aantal in zijn carrière tot op dat moment. Hij scheurde eind april 2016 tijdens een training een kruisband af. Hierdoor kon hij acht maanden niet spelen. Hij maakte op 27 december 2016 zijn rentree, tijdens een met 4–1 verloren competitiewedstrijd uit bij Liverpool. Afellay verlengde in maart 2017 zijn contract bij Stoke tot medio 2019.
Eind maart 2018 raakte Afellay in opspraak bij Stoke City. De club verkeerde op dat moment in degradatiegevaar in de Premier League en had nog zeven wedstrijden om het vege lijf te redden. Volgens manager Paul Lambert liet de trainingsinzet van Afellay te wensen over, reden waarom hij uit de selectie werd gezet. In de Engelse pers werd verwezen naar 2014, toen Afellay op huurbasis was neergestreken bij Olympiakos Piraeus. Trainer Michel noemde Afellay destijds "een rebel en een kind" en voegde daar tijdens een radio-interview aan toe dat als Afellay "niet verandert, hij bij deze club en bij alle andere clubs waar hij nog gaat spelen problemen krijgt". Het laatste optreden van Afellay in de hoofdmacht van Stoke dateerde van 30 december 2017. De club en hij ontbonden op 28 januari 2019 zijn contract.

### Terugkeer bij PSV
Afellay werkte vanaf maart 2019 bij PSV aan zijn revalidatie om weer volledig fit te worden. Dit deed hij bij de jeugdopleiding (onder 19) van PSV. In juni 2019 keerde Afellay na acht en een half jaar terug bij het eerste elftal van PSV. Hij tekende een contract tot medio 2020. Hij maakte op 7 december 2019 acht minuten voor tijd zijn rentree, in een met 5–0 gewonnen competitiewedstrijd tegen Fortuna Sittard. Op 27 mei 2020 werd de samenwerking tussen PSV en Afellay beëindigd. Afellay kwam in totaal tot vier optredens in zijn tweede periode bij de Eindhovense club. In januari 2021 zette Afellay een punt achter zijn actieve voetbalcarrière.

## Clubstatistieken
| Seizoen         | Club            | Competitie       | Competitie | Competitie | Beker | Beker | Internationaal | Internationaal | Totaal | Totaal |
| Seizoen         | Club            | Competitie       | Wed.       | Dlp.       | Wed.  | Dlp.  | Wed.           | Dlp.           | Wed.   | Dlp.   |
| --------------- | --------------- | ---------------- | ---------- | ---------- | ----- | ----- | -------------- | -------------- | ------ | ------ |
| 2003/04         | PSV             | Eredivisie       | 2          | 0          | 1     | 0     | 0              | 0              | 3      | 0      |
| 2004/05         | PSV             | Eredivisie       | 7          | 2          | 2     | 0     | 0              | 0              | 9      | 2      |
| 2005/06         | PSV             | Eredivisie       | 23         | 2          | 2     | 0     | 8              | 0              | 33     | 2      |
| 2006/07         | PSV             | Eredivisie       | 27         | 6          | 2     | 0     | 5              | 0              | 34     | 6      |
| 2007/08         | PSV             | Eredivisie       | 24         | 2          | 0     | 0     | 8              | 0              | 32     | 2      |
| 2008/09         | PSV             | Eredivisie       | 28         | 13         | 1     | 0     | 4              | 0              | 33     | 13     |
| 2009/10         | PSV             | Eredivisie       | 29         | 4          | 1     | 0     | 11             | 1              | 41     | 5      |
| 2010/11         | PSV             | Eredivisie       | 19         | 6          | 1     | 0     | 6              | 2              | 26     | 8      |
| 2010/11         | FC Barcelona    | Primera División | 16         | 1          | 6     | 1     | 7              | 0              | 29     | 2      |
| 2011/12         | FC Barcelona    | Primera División | 4          | 0          | 0     | 0     | 1              | 0              | 5      | 0      |
| 2012/13         | → Schalke 04    | Bundesliga       | 10         | 2          | 1     | 1     | 4              | 1              | 15     | 4      |
| 2013/14         | FC Barcelona    | Primera División | 1          | 0          | 1     | 0     | 0              | 0              | 2      | 0      |
| 2014/15         | → Olympiakos    | Super League     | 19         | 4          | 1     | 0     | 8              | 2              | 28     | 6      |
| 2015/16         | Stoke City      | Premier League   | 31         | 2          | 5     | 1     | 0              | 0              | 36     | 3      |
| 2016/17         | Stoke City      | Premier League   | 12         | 0          | 1     | 0     | 0              | 0              | 13     | 0      |
| 2017/18         | Stoke City      | Premier League   | 6          | 0          | 0     | 0     | 0              | 0              | 6      | 0      |
| 2018/19         | Stoke City      | Championship     | 0          | 0          | 0     | 0     | 0              | 0              | 0      | 0      |
| 2019/20         | PSV             | Eredivisie       | 3          | 0          | 1     | 0     | 0              | 0              | 4      | 0      |
| Carrière Totaal | Carrière Totaal | Carrière Totaal  | 261        | 44         | 26    | 3     | 62             | 6              | 349    | 53     |

## Interlandcarrière

### Jeugdinternational

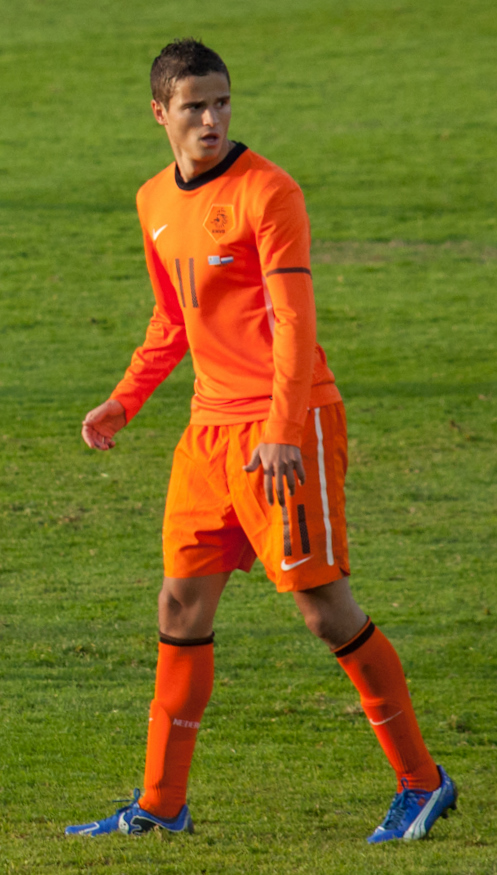
Afellay tijdens de interland Uruguay–Nederland op 8 juni 2011.

Na het seizoen 2004/05 nam Afellay, voor het Nederlandse team deel aan het WK tot 20 dat in Nederland plaatsvond. In de eerste wedstrijd tegen Japan scoorde hij het openingsdoelpunt. Vanwege een opspelende hamstring werd hij in de tweede wedstrijd tegen Australië gespaard door bondscoach Foppe de Haan. In de derde wedstrijd tegen Benin kwam Afellay na een luchtduel in de zevenentwintigste minuut verkeerd neer, waarna het toernooi voor hem afgelopen was. Hij bleek een scheurtje in de enkelband opgelopen te hebben.

### Nederlands elftal
Op 10 november 2006 maakte bondscoach Marco van Basten bekend dat Afellay niet in de selectie zat tegen de oefeninterland tegen Engeland. Wel zat hij bij de voorlopige selectie. Afellay werd niet opgenomen in de selectie omdat hij de keuze tussen zijn vaderland Marokko en tussen Nederland nog even wilde uitstellen. Hij werd ook al opgeroepen door de Marokkaanse bondscoach, maar Afellay wilde zijn keuze niet maken voordat hij met de technische staf van het Nederlands elftal had gepraat.
Op 26 januari 2007 maakte hij bekend te kiezen voor Oranje. Hij had tot zijn eenentwintigste verjaardag de tijd om bij de FIFA een verzoek in te dienen om toch voor Marokko uit te mogen komen, omdat hij voor Jong Oranje had gespeeld (volgens de destijds geldende reglementen). Op 28 maart 2007 maakte hij zijn debuut in en tegen Slovenië. Bondscoach Van Basten nam Afellay mee naar het EK 2008 en liet hem in drie van de vier wedstrijden van Oranje spelen, tegen Italië, Roemenië en Rusland. Twee jaar later nam bondscoach Bert van Marwijk hem ook mee naar het WK 2010, waarop hij inviel tegen Denemarken, Japan en Slowakije. Afellay was op dit WK de enige PSV'er die was geselecteerd. (André Ooijer had het seizoen 2009/10 ook bij PSV gespeeld, maar zijn contract werd niet verlengd). Op 12 oktober 2010 maakte hij zijn eerste twee doelpunten voor het Nederlands Elftal in de EK-kwalificatiewedstrijd tegen Zweden. Op 2 juni 2012 lukte het Afellay wederom om twee keer te scoren in een wedstrijd, dit was in de vriendschappelijke wedstrijd tegen Noord-Ierland die met 6–0 werd gewonnen.
Op 31 augustus 2012 maakte bondscoach Louis van Gaal bekend Afellay niet mee te nemen naar de WK-kwalificatiewedstrijden tegen Turkije en Hongarije.
Bondscoach Guus Hiddink nam op 29 augustus 2014 Afellay op in de selectie van het Nederlands elftal. Op 10 oktober 2014 speelde Oranje tegen Kazachstan. Afellay scoorde eenmaal.
| Interlands van Ibrahim Afellay voor Nederland | Interlands van Ibrahim Afellay voor Nederland | Interlands van Ibrahim Afellay voor Nederland | Interlands van Ibrahim Afellay voor Nederland | Interlands van Ibrahim Afellay voor Nederland | Interlands van Ibrahim Afellay voor Nederland | Interlands van Ibrahim Afellay voor Nederland |
| №                                             | Datum                                         | Wedstrijd                                     | Uitslag                                       | Soort Wedstrijd                               | Goal                                          | Ass.                                          |
| Als speler van PSV                            | Als speler van PSV                            | Als speler van PSV                            | Als speler van PSV                            | Als speler van PSV                            | Als speler van PSV                            | Als speler van PSV                            |
| --------------------------------------------- | --------------------------------------------- | --------------------------------------------- | --------------------------------------------- | --------------------------------------------- | --------------------------------------------- | --------------------------------------------- |
| 1.                                            | 28-03-2007                                    | Slovenië - Nederland                          | 0-1                                           | Kwalificatie EK 2008                          | 0                                             | 0                                             |
| 2.                                            | 06-02-2008                                    | Kroatië - Nederland                           | 0-3                                           | Vriendschappelijk                             | 0                                             | 1                                             |
| 3.                                            | 24-05-2008                                    | Nederland - Oekraïne                          | 3-0                                           | Vriendschappelijk                             | 0                                             | 0                                             |
| 4.                                            | 29-05-2008                                    | Nederland - Denemarken                        | 1-1                                           | Vriendschappelijk                             | 0                                             | 0                                             |
| 5.                                            | 01-06-2008                                    | Nederland - Wales                             | 2-0                                           | Vriendschappelijk                             | 0                                             | 0                                             |
| 6.                                            | 09-06-2008                                    | Nederland - Italië                            | 3-0                                           | EK 2008                                       | 0                                             | 0                                             |
| 7.                                            | 17-06-2008                                    | Nederland - Roemenië                          | 2-0                                           | EK 2008                                       | 0                                             | 1                                             |
| 8.                                            | 21-06-2008                                    | Nederland - Rusland                           | 1-3                                           | EK 2008                                       | 0                                             | 0                                             |
| 9.                                            | 20-08-2008                                    | Rusland - Nederland                           | 1-1                                           | Vriendschappelijk                             | 0                                             | 0                                             |
| 10.                                           | 06-09-2008                                    | Nederland - Australië                         | 1-2                                           | Vriendschappelijk                             | 0                                             | 0                                             |
| 11.                                           | 10-09-2008                                    | Macedonië - Nederland                         | 1-2                                           | Kwalificatie WK 2010                          | 0                                             | 0                                             |
| 12.                                           | 11-10-2008                                    | Nederland - IJsland                           | 2-0                                           | Kwalificatie WK 2010                          | 0                                             | 0                                             |
| 13.                                           | 15-10-2008                                    | Noorwegen - Nederland                         | 0-1                                           | Kwalificatie WK 2010                          | 0                                             | 0                                             |
| 14.                                           | 19-11-2008                                    | Nederland - Zweden                            | 3-1                                           | Vriendschappelijk                             | 0                                             | 0                                             |
| 15.                                           | 28-03-2009                                    | Nederland - Schotland                         | 3-0                                           | Kwalificatie WK 2010                          | 0                                             | 0                                             |
| 16.                                           | 01-04-2009                                    | Nederland - Macedonië                         | 4-0                                           | Kwalificatie WK 2010                          | 0                                             | 1                                             |
| 17.                                           | 12-08-2009                                    | Nederland - Engeland                          | 2-2                                           | Vriendschappelijk                             | 0                                             | 0                                             |
| 18.                                           | 14-11-2009                                    | Italië - Nederland                            | 0-0                                           | Vriendschappelijk                             | 0                                             | 0                                             |
| 19.                                           | 18-11-2009                                    | Nederland - Paraguay                          | 0-0                                           | Vriendschappelijk                             | 0                                             | 0                                             |
| 20.                                           | 03-03-2010                                    | Nederland - Verenigde Staten                  | 2-1                                           | Vriendschappelijk                             | 0                                             | 0                                             |
| 21.                                           | 26-05-2010                                    | Nederland - Mexico                            | 2-1                                           | Vriendschappelijk                             | 0                                             | 1                                             |
| 22.                                           | 01-06-2010                                    | Nederland - Ghana                             | 4-1                                           | Vriendschappelijk                             | 0                                             | 0                                             |
| 23.                                           | 05-06-2010                                    | Nederland - Hongarije                         | 6-1                                           | Vriendschappelijk                             | 0                                             | 0                                             |
| 24.                                           | 14-06-2010                                    | Nederland - Denemarken                        | 2-0                                           | WK 2010                                       | 0                                             | 0                                             |
| 25.                                           | 19-06-2010                                    | Nederland - Japan                             | 1-0                                           | WK 2010                                       | 0                                             | 0                                             |
| 26.                                           | 28-06-2010                                    | Nederland - Slowakije                         | 2-1                                           | WK 2010                                       | 0                                             | 0                                             |
| 27.                                           | 03-09-2010                                    | San Marino - Nederland                        | 0-5                                           | Kwalificatie EK 2012                          | 0                                             | 0                                             |
| 28.                                           | 07-09-2010                                    | Nederland - Finland                           | 2-1                                           | Kwalificatie EK 2012                          | 0                                             | 0                                             |
| 29.                                           | 08-10-2010                                    | Moldavië - Nederland                          | 0-1                                           | Kwalificatie EK 2012                          | 0                                             | 0                                             |
| 30.                                           | 12-10-2010                                    | Nederland - Zweden                            | 4-1                                           | Kwalificatie EK 2012                          | 2                                             | 1                                             |
| 31.                                           | 17-11-2010                                    | Nederland - Turkije                           | 1-0                                           | Vriendschappelijk                             | 0                                             | 0                                             |
| Als speler van FC Barcelona                   |                                               |                                               |                                               |                                               |                                               |                                               |
| 32.                                           | 09-02-2011                                    | Nederland - Oostenrijk                        | 3-1                                           | Vriendschappelijk                             | 0                                             | 0                                             |
| 33.                                           | 25-03-2011                                    | Hongarije - Nederland                         | 0-4                                           | Kwalificatie EK 2012                          | 1                                             | 0                                             |
| 34.                                           | 29-03-2011                                    | Nederland - Hongarije                         | 5-3                                           | Kwalificatie EK 2012                          | 0                                             | 1                                             |
| 35.                                           | 4-6-2011                                      | Brazilië - Nederland                          | 0-0                                           | Vriendschappelijk                             | 0                                             | 0                                             |
| 36.                                           | 8-6-2011                                      | Uruguay - Nederland                           | 1-1                                           | Vriendschappelijk                             | 0                                             | 0                                             |
| 37.                                           | 30-05-2012                                    | Nederland - Slowakije                         | 2-0                                           | Vriendschappelijk                             | 0                                             | 0                                             |
| 38.                                           | 2-06-2012                                     | Nederland - Noord-Ierland                     | 6-0                                           | Vriendschappelijk                             | 2                                             | 1                                             |
| 39.                                           | 9-06-2012                                     | Denemarken - Nederland                        | 1-0                                           | EK 2012                                       | 0                                             | 0                                             |
| 40.                                           | 13-06-2012                                    | Duitsland - Nederland                         | 2-1                                           | EK 2012                                       | 0                                             | 0                                             |
| 41.                                           | 17-06-2012                                    | Nederland - Portugal                          | 1-2                                           | EK 2012                                       | 0                                             | 0                                             |
| 44.                                           | 14-11-2012                                    | Nederland - Duitsland                         | 0-0                                           | Vriendschappelijk                             | 0                                             | 0                                             |
| 45.                                           | 10-10-2014                                    | Nederland - Kazachstan                        | 3-1                                           | Kwalificatie EK 2016                          | 1                                             | 1                                             |
| 46.                                           | 13-10-2014                                    | IJsland - Nederland                           | 2-0                                           | Kwalificatie EK 2016                          | 0                                             | 0                                             |
| 47.                                           | 12-11-2014                                    | Nederland - Mexico                            | 2-3                                           | Vriendschappelijk                             | 0                                             | 0                                             |
| 48.                                           | 16-11-2014                                    | Nederland - Letland                           | 6-0                                           | Kwalificatie EK 2016                          | 0                                             | 1                                             |
| Als speler van Olympiakos                     |                                               |                                               |                                               |                                               |                                               |                                               |
| 49.                                           | 28-03-2015                                    | Nederland - Turkije                           | 1-1                                           | Kwalificatie EK 2016                          | 0                                             | 0                                             |
| 50.                                           | 31-03-2015                                    | Nederland - Spanje                            | 2-0                                           | Vriendschappelijk                             | 0                                             | 0                                             |
| 51.                                           | 10-10-2015                                    | Kazachstan - Nederland                        | 1-2                                           | Kwalificatie EK 2016                          | 0                                             | 0                                             |
| Als speler van Stoke City                     |                                               |                                               |                                               |                                               |                                               |                                               |
| 52.                                           | 26-03-2016                                    | Nederland - Frankrijk                         | 2-3                                           | Vriendschappelijk                             | 1                                             | 0                                             |
| 53.                                           | 29-03-2016                                    | Engeland - Nederland                          | 1-2                                           | Vriendschappelijk                             | 0                                             | 0                                             |

Bijgewerkt t/m 29-03-2016

## Erelijst
| Competitie            |        |                                    |     |     |
| Competitie            | Aantal | Jaren                              |     |     |
| PSV                   | PSV    | PSV                                | PSV | PSV |
| --------------------- | ------ | ---------------------------------- | --- | --- |
| Eredivisie            | 4x     | 2004/05, 2005/06, 2006/07, 2007/08 |     |     |
| KNVB beker            | 1x     | 2004/05                            |     |     |
| Johan Cruijff Schaal  | 1x     | 2008                               |     |     |
| FC Barcelona          |        |                                    |     |     |
| UEFA Champions League | 1x     | 2010/11                            |     |     |
| FIFA Club World Cup   | 1x     | 2011                               |     |     |
| UEFA Super Cup        | 1x     | 2011                               |     |     |
| Primera División      | 1x     | 2010/11                            |     |     |
| Copa del Rey          | 1x     | 2011/12                            |     |     |
| Supercopa de España   | 2x     | 2011, 2013                         |     |     |
| Olympiakos Piraeus    |        |                                    |     |     |
| Super League          | 1x     | 2014/15                            |     |     |
| Beker van Griekenland | 1x     | 2014/15                            |     |     |

| Competitie | Winnaar   | Winnaar   | Runner-up | Runner-up | Derde     | Derde     |
| Competitie | Aantal    | Jaren     | Aantal    | Jaren     | Aantal    | Jaren     |
| Nederland  | Nederland | Nederland | Nederland | Nederland | Nederland | Nederland |
| ---------- | --------- | --------- | --------- | --------- | --------- | --------- |
| FIFA WK    |           |           | 1x        | 2010      |           |           |

Individueel
- Opgenomen in Elftal van het jaar Voetbal International: 2006/2007 & 2008/2009,
- Talent van het Jaar van het seizoen 2006/07.

## Trainerscarrière
In januari 2023 werd bekend dat Afellay stage liep bij de jeugdopleiding van Feyenoord, onder andere bij het Onder 16-elftal van oud-ploeggenoot Robin van Persie. In de zomer van 2023 schoof Van Persie door naar het Onder 18-elftal van de Rotterdammers, waarbij Afellay zich tijdens de voorbereiding opnieuw aansloot en werd aangesteld als assistent-trainer. Na het vertrek van Van Persie naar Heerenveen ging Afellay als assistent-trainer aan de slag bij het Onder-19 elftal van de Rotterdammers.

## Televisiecarrière
Na zijn loopbaan als speler ging Afellay aan de slag als analist bij de NOS, waardoor hij ook regelmatig te zien is in het zondagavondprogramma NOS Studio Voetbal.

## Cruyff Court
Op 27 april 2009 opende Afellay een Cruyff Court in Marokko. Elk talent van het jaar mag een eigen plaats uitzoeken waar hij zijn Cruyff Court opent. Deze prijs gaat uit naar een jonge talentvolle speler in de Nederlandse Eredivisie die zich niet alleen op het veld van een uitzonderlijk niveau toont, maar ook maatschappelijk erg betrokken is. Sinds 2003 wordt tijdens het jaarlijkse Voetbalgala de Johan Cruijff Prijs uitgereikt aan het ‘Talent van het jaar’. Het talent wordt uitgekozen door een jury met (ex)voetballers en (ex)trainers, waarbij ze worden beoordeeld op veertien criteria gebaseerd op de veertien regels van Johan Cruijff. Afellay koos de kustplaats Al Hoceima. In die stad liggen de roots van zijn familie.